# On the edge of nowhere
On the edge of nowhere is een studioalbum van Gert Emmens.
Hij nam het album in de periode mei-augustus 2021 op in zijn eigen geluidsstudio in Ede. Emmens heeft een stijl ontwikkeld die een mengeling is van ambient, elektronische muziek uit de Berlijnse School, progrock en fusion. De muziek op dit album voert terug op een serie foto’s die Emmens nam tijdens loop- en fietsuurtjes in het gebied in de driehoek Ede, Wageningen en Veenendaal, waarvan hij een aantal gebruikte voor de platenhoes. Bij een dichte mist lijkt de wereld plots op te houden met bestaan. Hier en daar zijn klanken te horen zoals bij Phaedra van Tangerine Dream van vijftig jaar eerder. Emmens speelt zowel toetsen als drums op het album.

## Musici
- Gert Emmens – synthesizers, elektronica

## Muziek
| Nr. | Titel                                                      | Duur  |
| --- | ---------------------------------------------------------- | ----- |
| 1.  | Secrets of the wasteland (Emmens)                          | 16:25 |
| 2.  | The danger of mesmerizing nostalgia (Emmens)               | 14:05 |
| 3.  | On the edge of nowhere (Emmens)                            | 12:13 |
| 4.  | Nowhere to hide (Emmens)                                   | 12:16 |
| 5.  | Overlooked consequences of near-death experiences (Emmens) | 16:35 |
| 6.  | At the end of the track (Emmens)                           | 5:33  |

Track 6 is een eindspel, waarbij alleen sequences/sequencers zijn te horen.